# Stazione di Salussola
La stazione di Salussola è una stazione ferroviaria della linea Biella-Santhià al servizio dell'omonimo comune.

## Storia
La stazione fu inaugurata assieme al resto della linea l'8 settembre 1856.
Il 10 luglio 1951, con la scadenza della concessione alla Società Strade Ferrate di Biella (SFB) che aveva fino ad allora esercito la linea, la stessa venne incorporata nella rete statale e l'esercizio degli impianti fu assunto dalle Ferrovie dello Stato.
Con il programma di profondo rinnovamento avviato nel 1979, che richiese la chiusura della linea per molti mesi, comportò il declassamento a fermate delle stazioni intermedie ad eccezione di Salussola, che rimase l'unica sede d'incrocio della linea e vide nel 1992 l'installazione di Apparati Centrali Elettrici a pulsanti d'Itinerario. Dal 2006 fu dismesso il binario di servizio (utilizzato in passato per le manovre) e il binario tronco.
Dal 2000 la gestione dell'intera linea, e con essa quella della stazione di Salussola, passò in carico a Rete Ferroviaria Italiana la quale ai fini commerciali classifica l'impianto nella categoria "Bronze".

## Strutture ed impianti

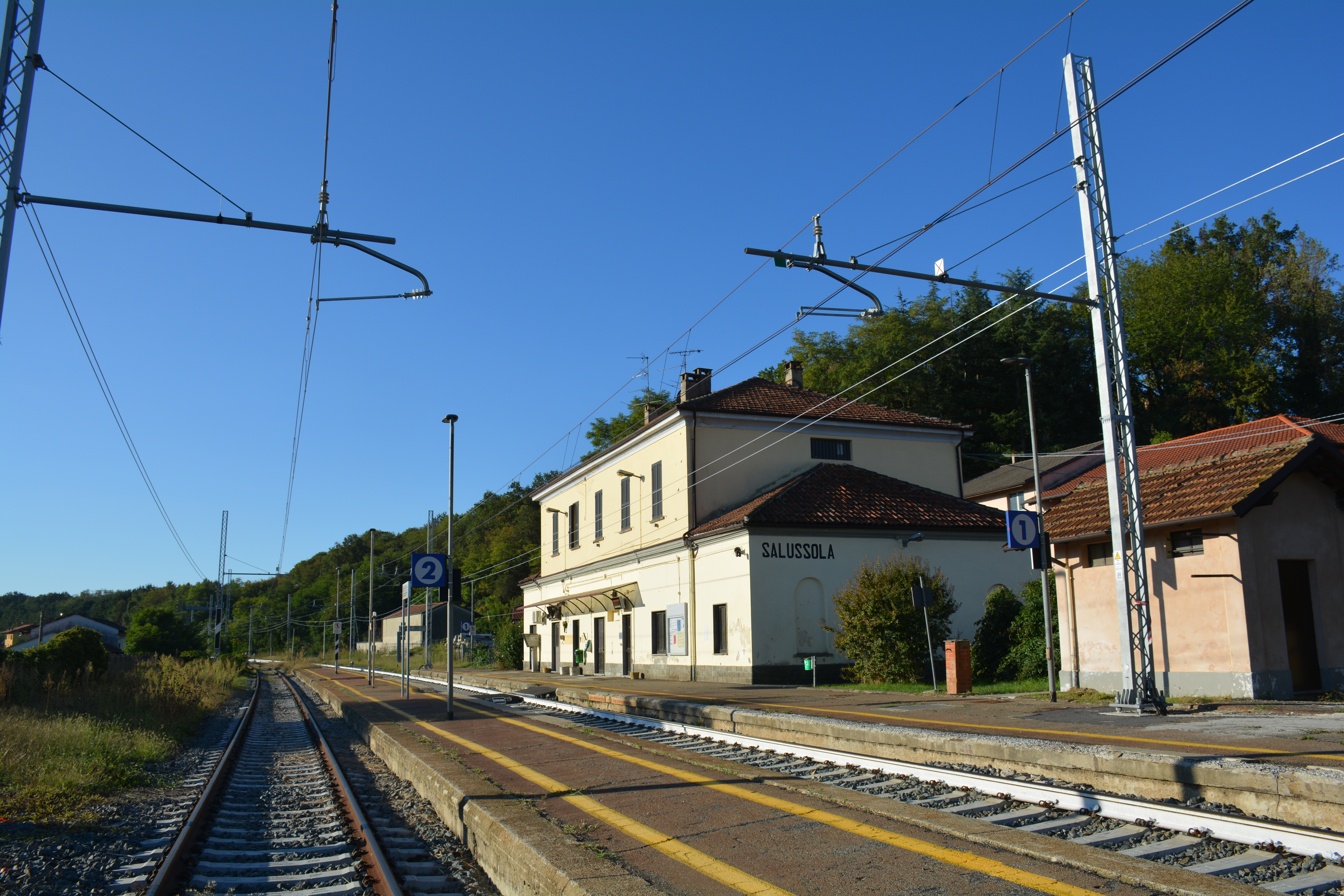
Stazione lato binari

La stazione è dotata di 2 binari passanti, di cui il primo di corretto tracciato e il secondo per gli incroci e precedenze. L'impianto è telecomandato con il sistema punto-punto dal Dirigente Movimento di Santhià. In caso di degradi funzionali, il presenziamento avviene sul posto. Attualmente viene effettuato tutti i giorni il presenziamento della stazione da parte di un dirigente movimento.                                                                      Il fabbricato viaggiatori si dispone su 2 piani.

## Movimento
La stazione è servita da treni regionali svolti da Trenitalia nell'ambito del contratto di servizio stipulato con la Regione Piemonte.